# Uğurcan Çakır
Uğurcan Çakır (* 5. dubna 1996) je turecký profesionální fotbalový brankář, který hraje za turecký klub Trabzonspor, kterého je kapitánem, a za turecký národní tým.

## Reprezentační kariéra
Çakır debutoval v turecké reprezentaci 30. května 2019 v přátelském utkání proti Řecku.
Dne 1. června 2021 byl nominován trenérem Şenolem Güneşem na závěrečný turnaj Euro 2020.

## Ocenění

### Klubové

#### Trabzonspor
- Türkiye Kupası: 2019/20
- Turecký superpohár: 2020[4]